# Cortinarius caperatus
Cortinarius caperatus (Christian Hendrik Persoon, 1796 ex Elias Magnus Fries, 1838), sin. Rozizes caperata (Christian Hendrik Persoon, 1796 ex Petter Adolf Karsten, 1879), a încrengăturii Basidiomycota, în familia Cortinariaceae și de genul Cortinarius, al cărui nume este derivat din două cuvinte latine ((latină cortina = cortină, văl și latină caperatus = ridat). El este o ciupercă comestibilă denumit în popor ciupercă țigănească, văloasa țiganilor sau scufița caprei. În România, Basarabia și Bucovina de Nord se dezvoltă, crescând în grupuri sau cercuri de vrăjitoare pe soluri acide și nisipoase în păduri de conifere, mai ales sub molizi și pini, cam rar în cele foioase, în locuri însorite de la deal la munte, din (iunie) iulie până la sfârșitul lui octombrie. Acest burete coabitează, fiind un simbiont micoriza (formează micorize pe rădăcinile arborilor).

## Istoric

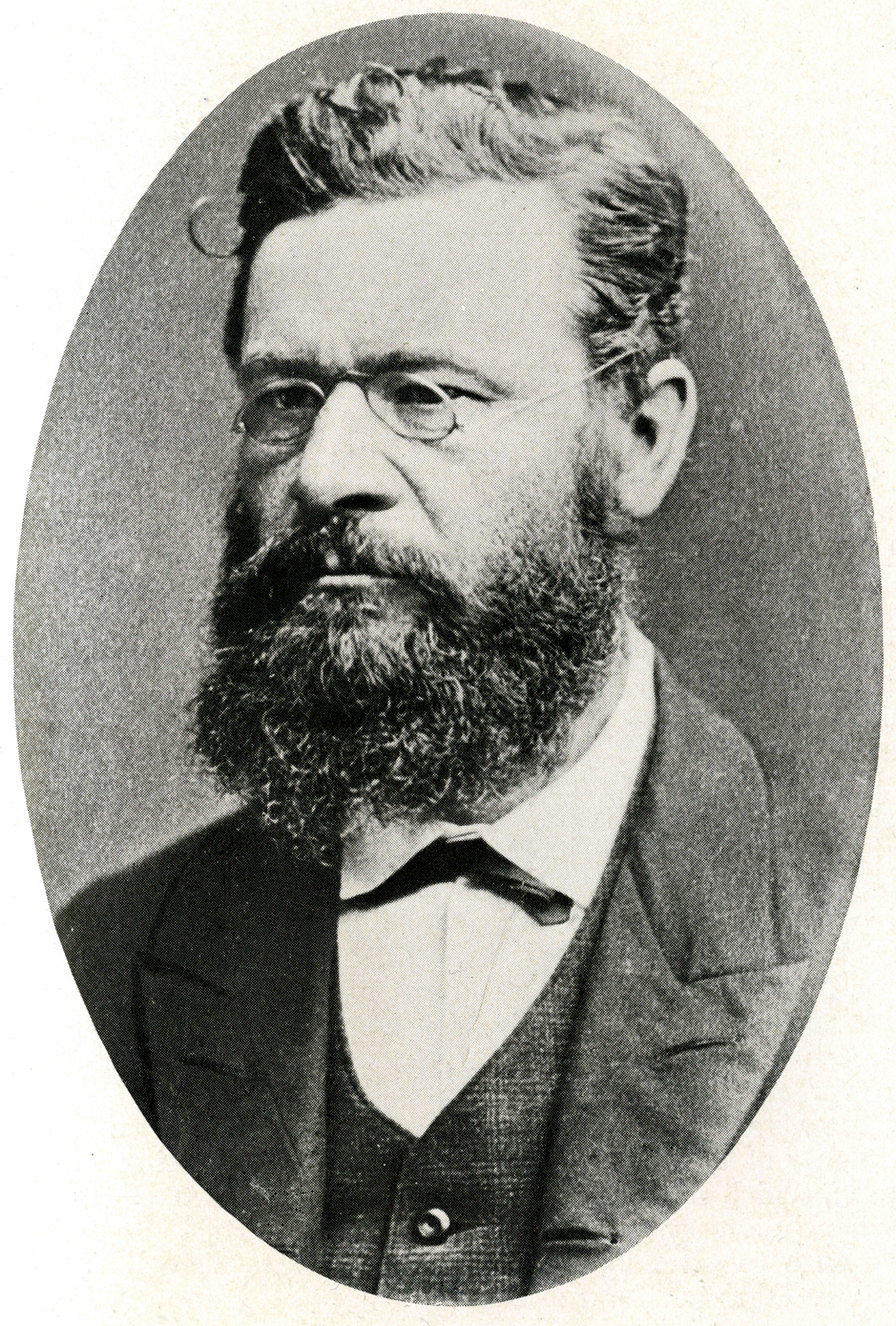
P. A. Karsten

Ciuperca țigănească a fost inițial descrisă de micologul suedez Christian Hendrik Persoon ca Agaricus caperatus, în volumul 1 al operei sale Observationes mycologicae din 1796, până ce renumitul său compatriot Elias Magnus Fries a transferat specia la genul Cortinarius sub numele Cortinarius caperatus în lucrarea sa Epicrisis Systematis Mycologici seu Synopsis Hymenomycetum din 1838. În anul 1874, genul a fost din nou schimbat, acum în Pholiota, anume de către botanistul francez Claude Casimir Gillet (1806-1896), iar numai cinci ani mai târziu soiul a fost redenumit de savantul finlandez Petter Adolf Karsten (1834-1917) în Rozites caperata (în onoarea micologului  francez Ernst Roze), publicat în jurnalul Bidrag till kännedom af Finlands natur och folk, fiind apoi folosit ca nume binomial până în anul 2002. Atunci buretele a fost replasat la genul Cortinarius sub denumirea lui Fries pentru a documenta mai bine apartenența.
De a lungul timpului s-au mai făcut două denumiri care pot fi neglijate: prima ca Dryophila caperata de către botanistul francez Lucien Quélet în 1886 și ultima ca Togaria caperata de micologul englez Worthington George Smith (1835-1917) în 1908.

## Descriere

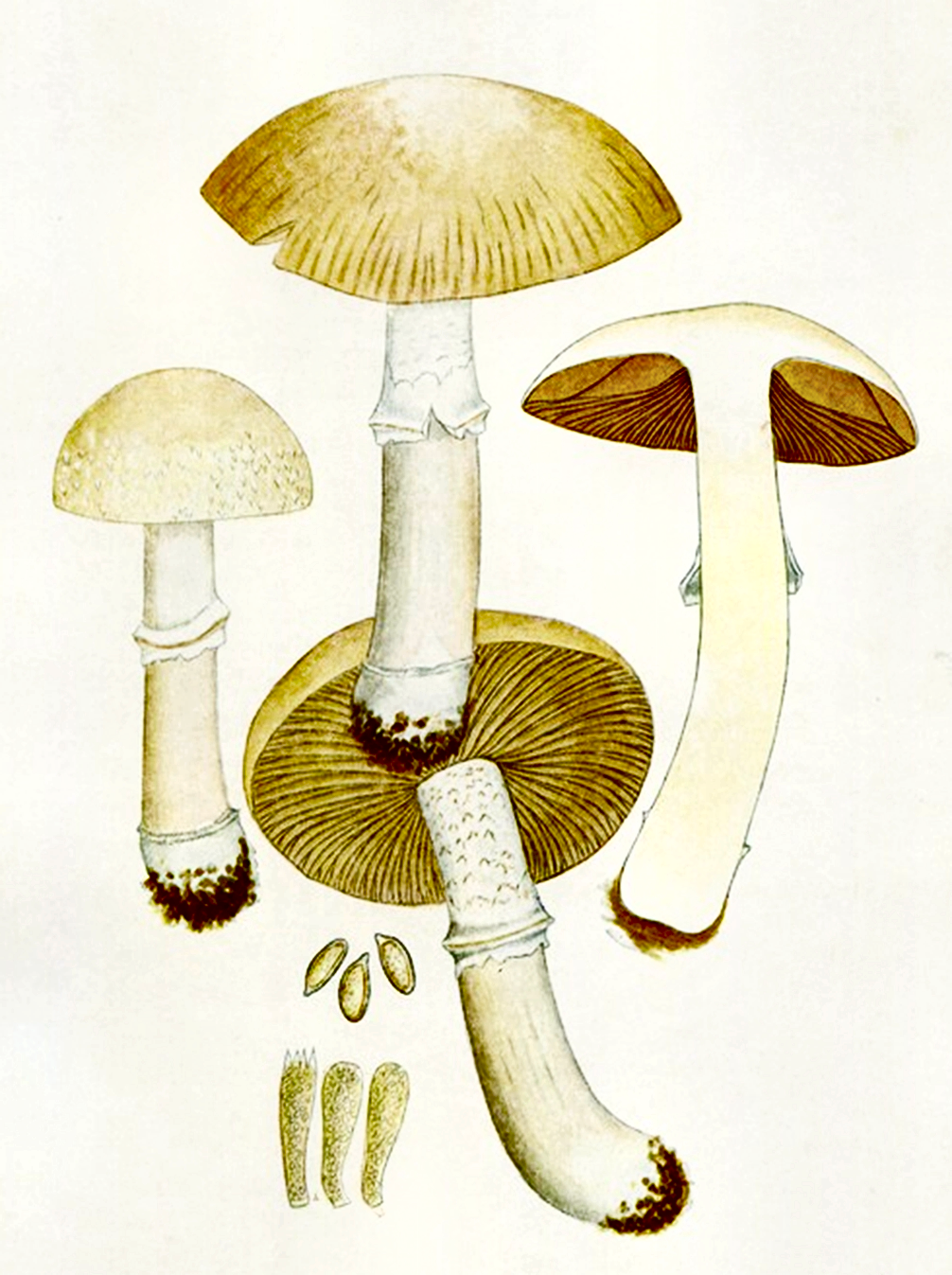
Bres.: Pholiota caperata

- Pălăria: are un diametru între 5 și 15 cm, este foarte cărnoasă, la început cu formă de clopot sau boltită semisferic cu marginile răsucite înspre interior, prevăzute cu o scurtă bordură pieloasă la margine. La maturitate devine convexă și, în final, plată, cu un gurgui mare central puțin proeminent, în bătrânețe cu suprafață zgrunțuroasă și margine relativ frecvent crăpată. Cuticula este acoperită de o rețea fină, albă, cu aspect mătăsos, așezată ca o pânză de păianjen (restul vălului universal). Culoarea variază între gălbui, ocru și maroniu palid.
- Lamelele: sunt dense, înalte, destul de late, ușor bombate ondulate creț și zimțate precum aderate la picior. Coloritul este inițial palid gălbui, apoi ocru.
- Piciorul: are o înălțime de 6–15 cm și o grosime de 1-2,5 cm, este albicios murdar și la bătrânețe ocru până ocru închis, cilindric sau ușor bulbos, fibros, destul de înalt, cu suprafață mătăsoasă, mai târziu striat și fin fibros. El poartă o manșetă membranoasă palid gălbuie și ridată.
- Carnea: este moale în pălărie și fibroasă în picior, câteodată apoasă, de culoare alburie, la bătrânețe de un galben maroniu murdar, ocazional cu pete brun-deschise, mirosul fiind slab dar plăcut și gustul dulceag.
- Caracteristici microscopice: are spori amigdaloizi și verucoși de colorit galben-ruginiu, având o mărime de 11-14 x 7-9 microni.[4][5][6]
- Reacții chimice: Carnea se decolorează cu hidroxid de potasiu galben și cu sulfovanilină roșu.[11]

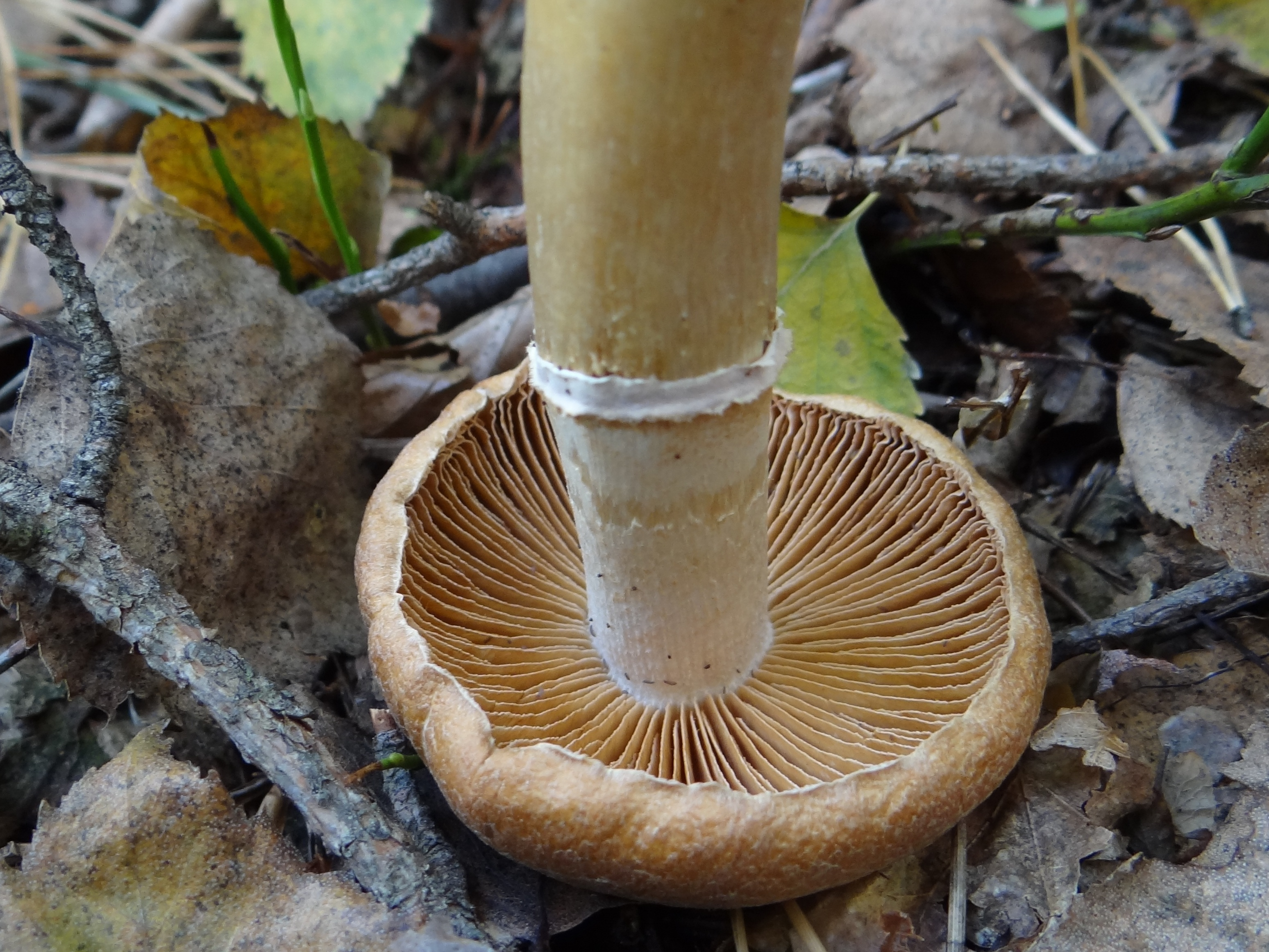
C. caperatus, lamele
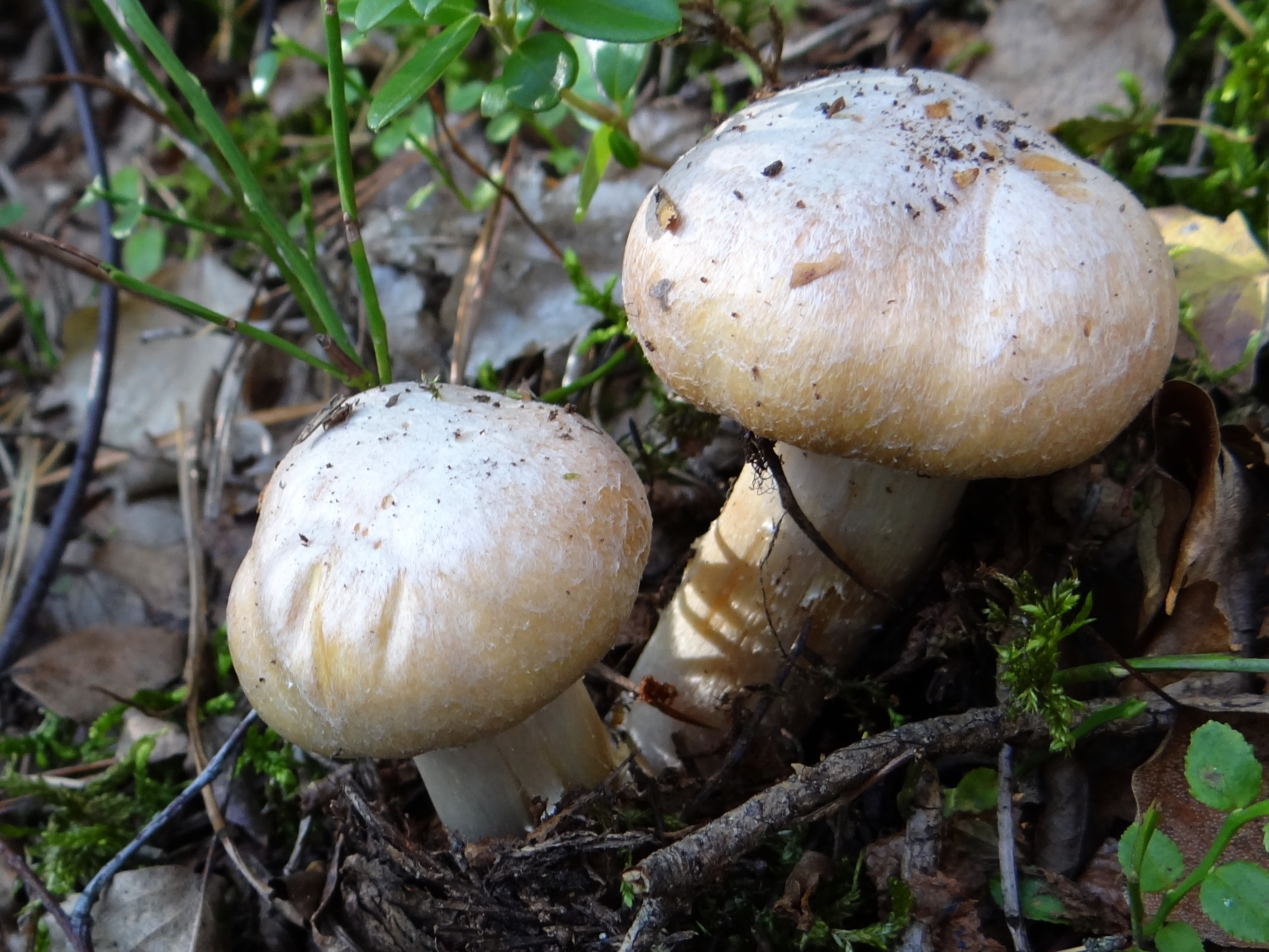
C. caperatus mai albui
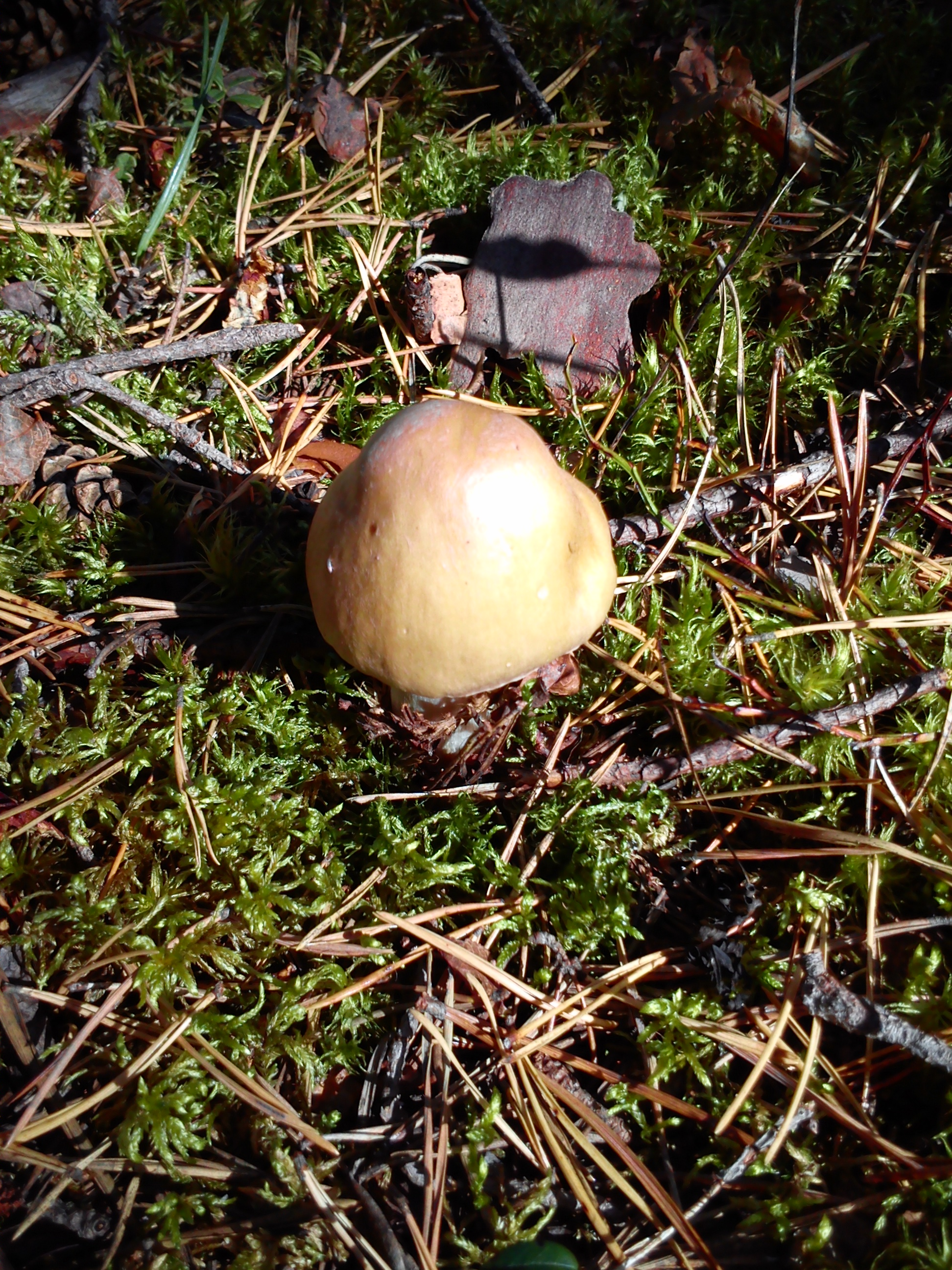
C. caperatus tânăr
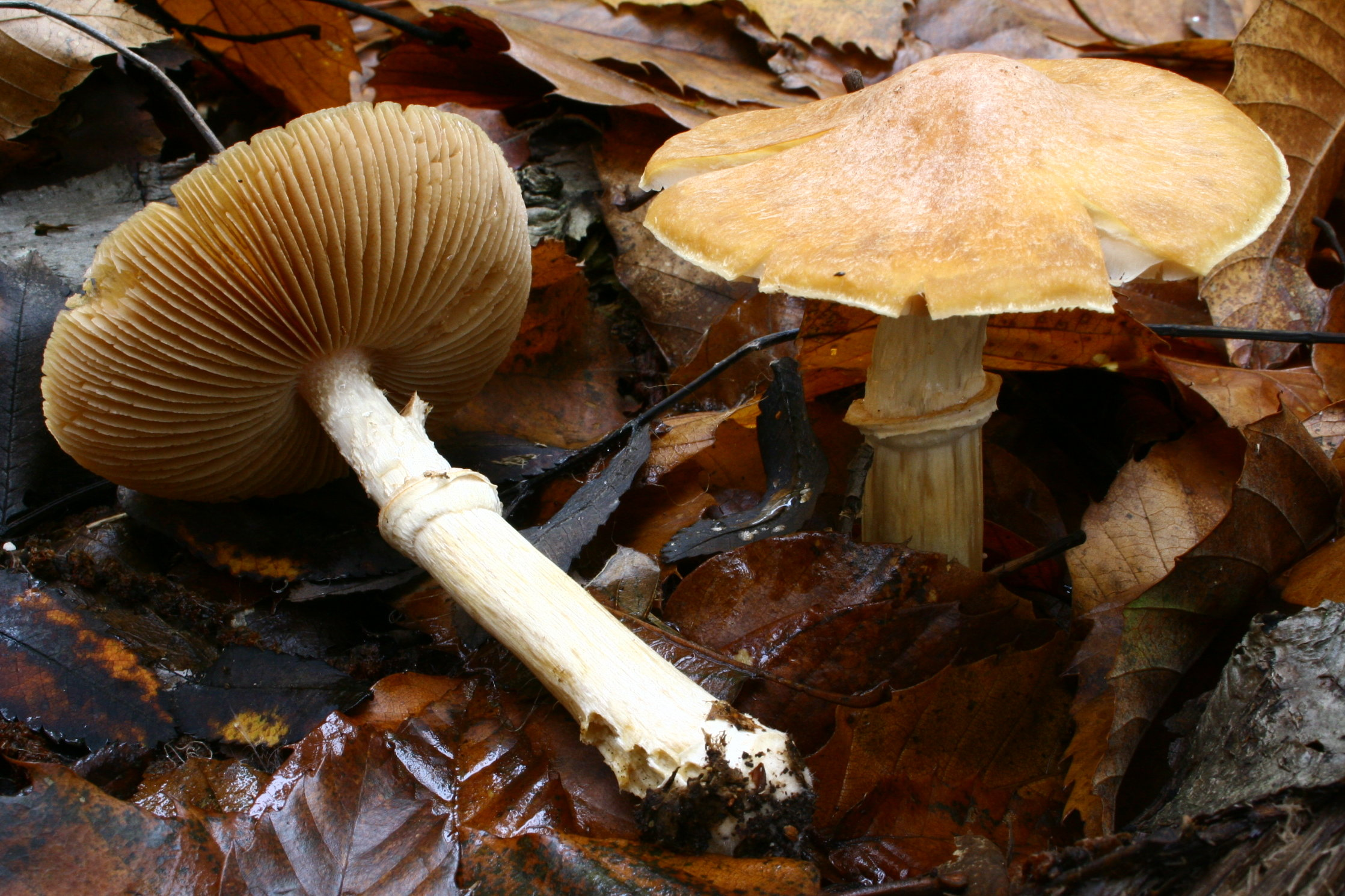
C. caperatus mai bătrân
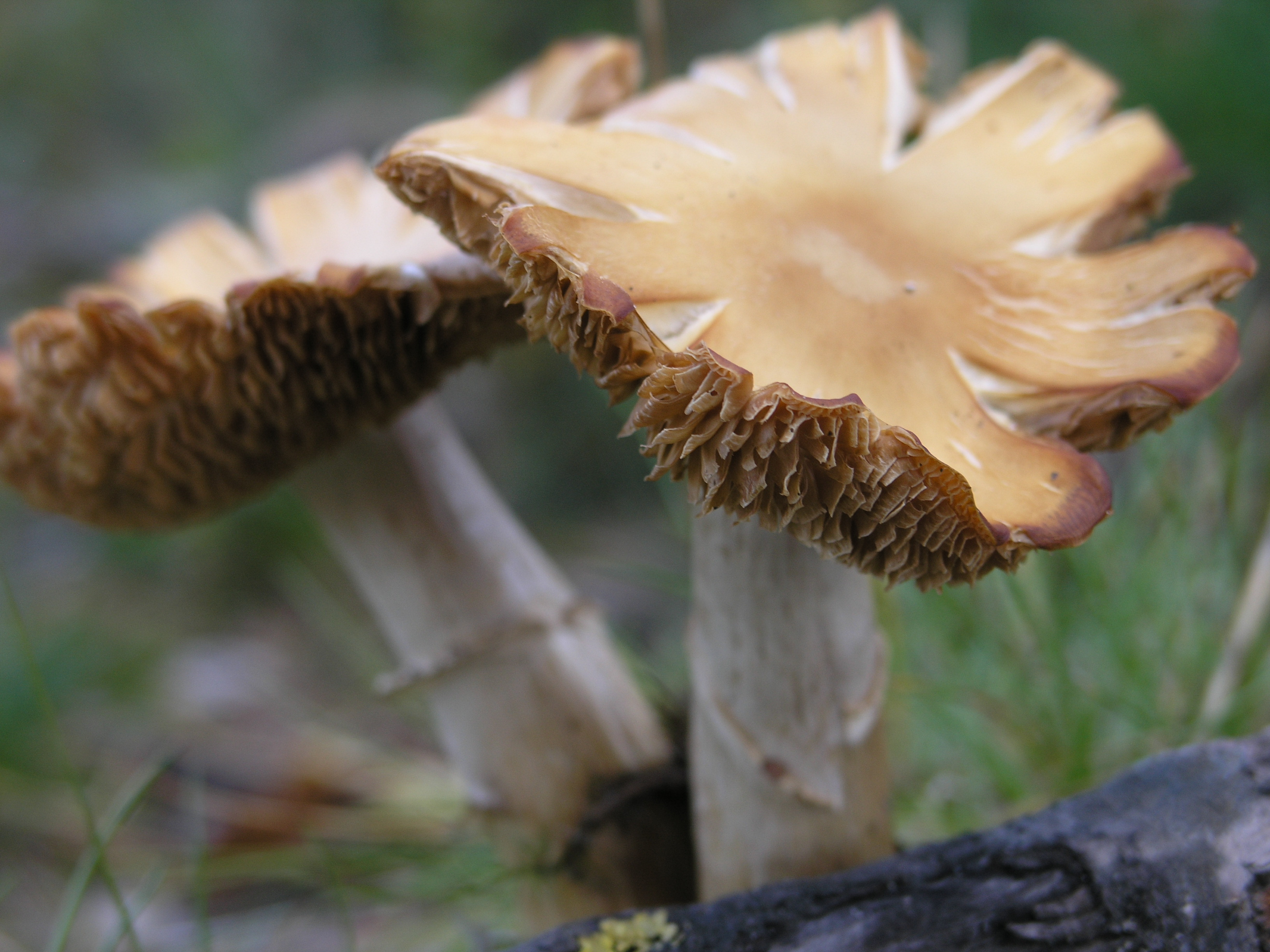
C. caperatus foarte bătrân

## Confuzii
Acest burete poate fi confundat, în primul rând de începători, cu mai multe alte specii, parțial comestibile, (de exemplu Cortinarius anomalus (comestibil, de valoare scăzută), Cortinarius armillatus tânăr, Cortinarius caninus (comestibil), Cortinarius crassus (comestibil), Cortinarius glaucopus, Cortinarius percomis, Cortinarius triumphans sin. Cortinarius crocolitus (comestibil), Lepista nuda var. deschisă, Leucocortinarius bulbiger, Phaeolepiota aurea sin. Pholiota aurea, parțial necomestibile, ca de exemplu Cortinarius torvus, Cortinarius variicolor și Tricholoma lascivum sau otrăvitoare, cum sunt Entoloma sinuatum, Gymnopilus penetrans (saprofit), Gymnopilus spectabilis (saprofit), sau Inocybe erubescens tânără.

## Specii asemănătoare

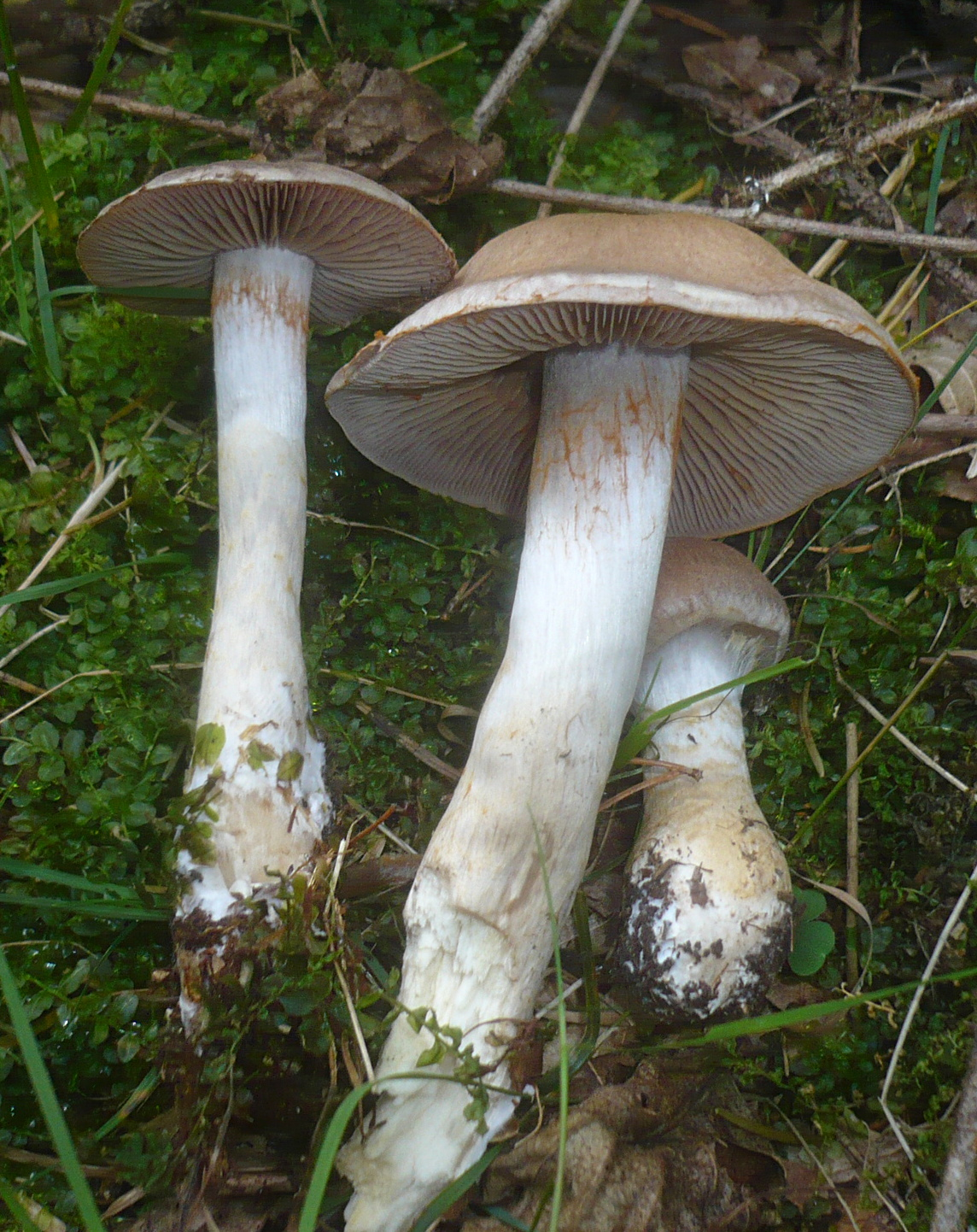
Cortinarius anomalus
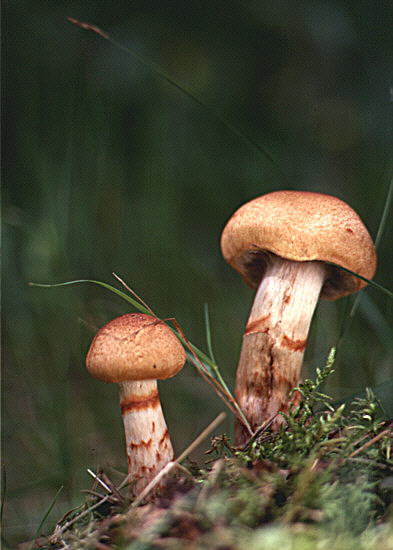
Cortinarius armillatus
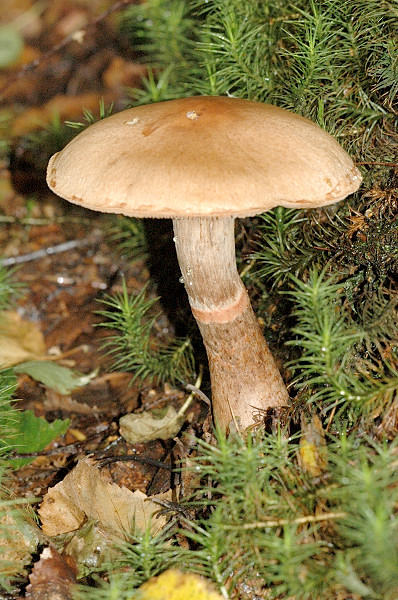
Cortinarius caninus
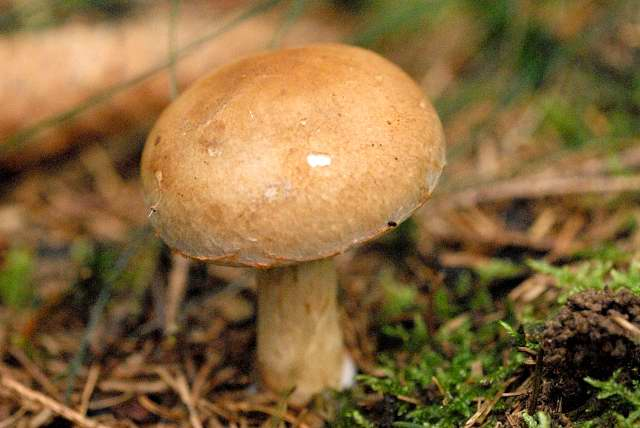
Cortinarius crassus
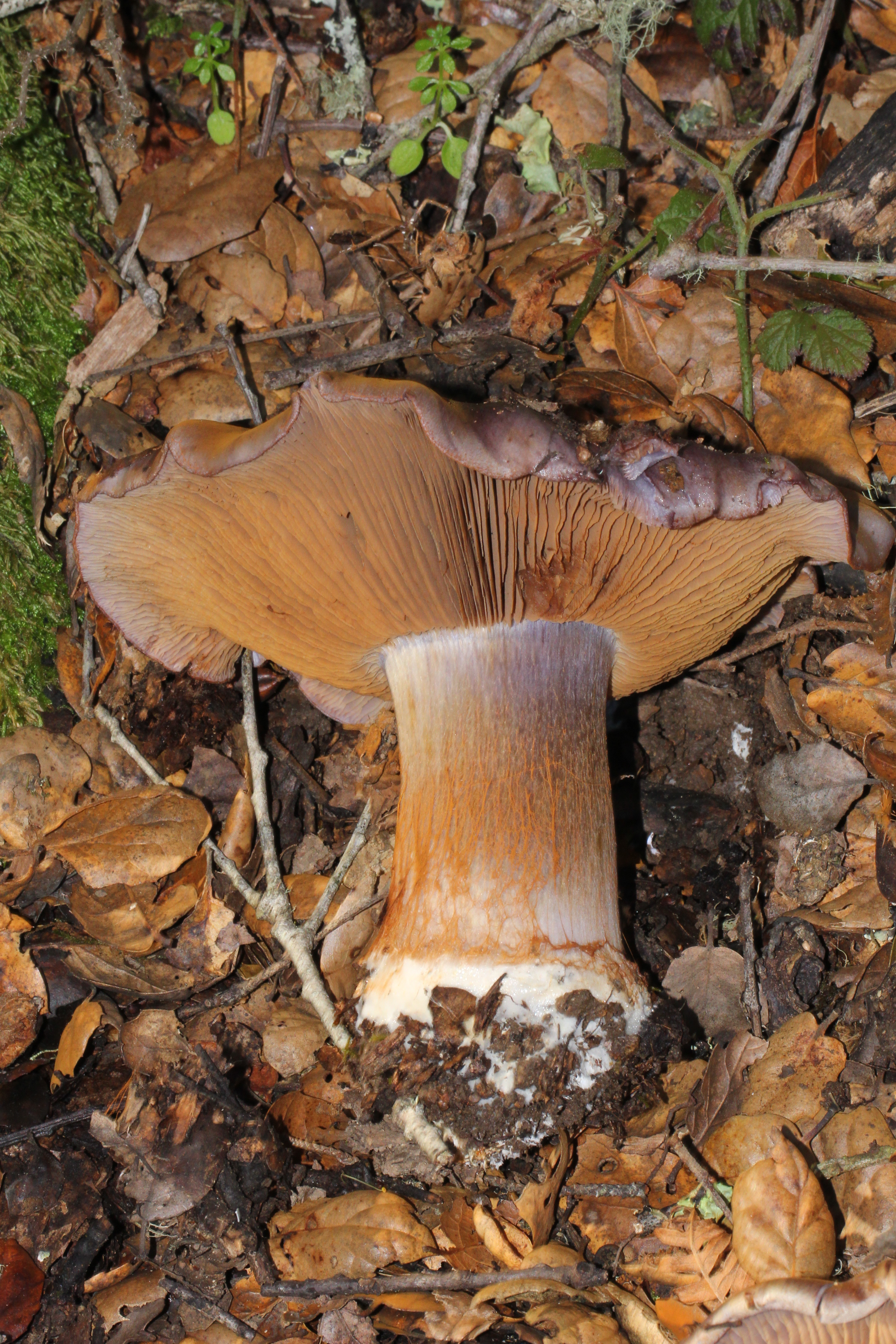
Cortinarius glaucopus
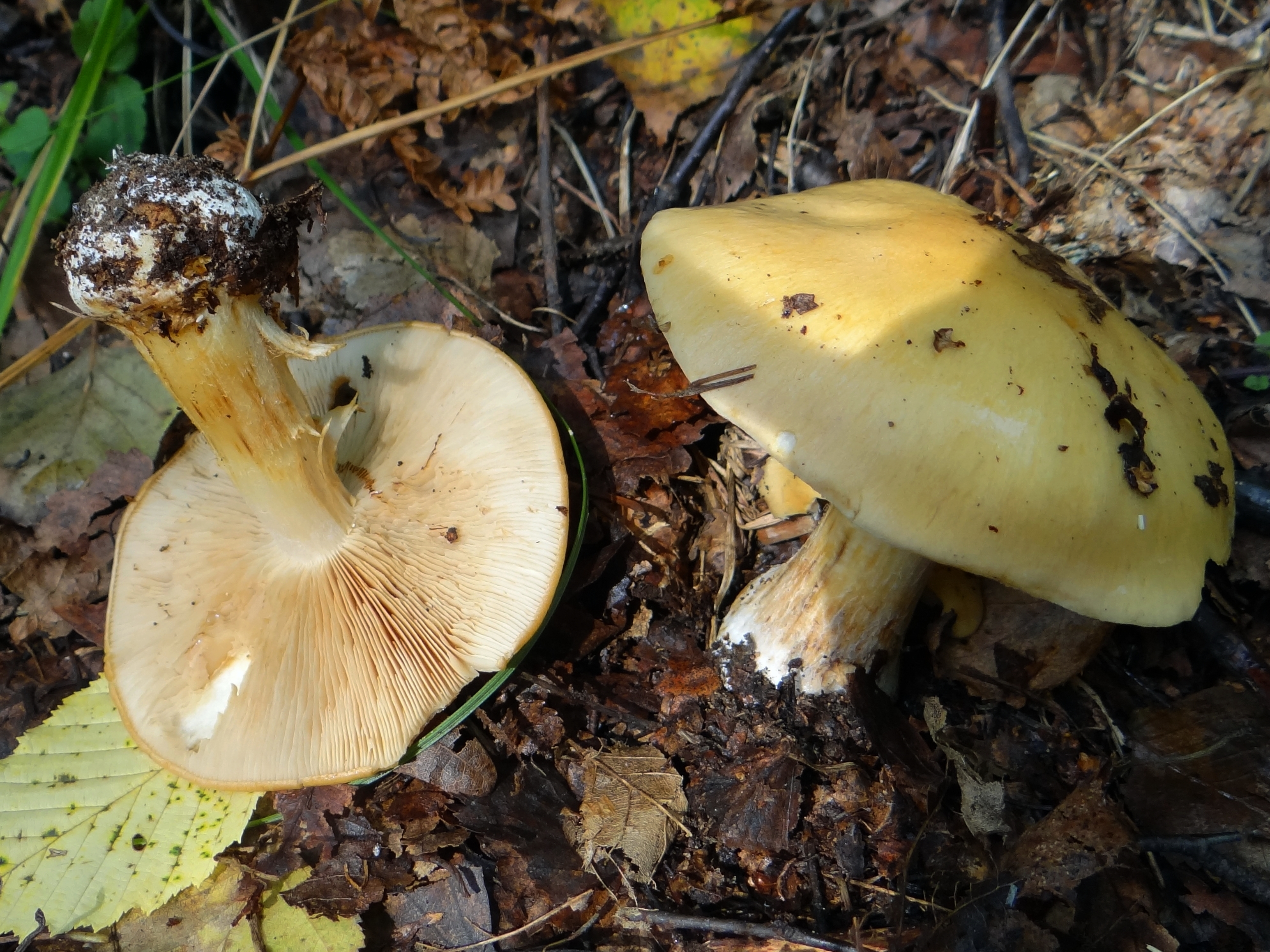
Cortinarius percomis
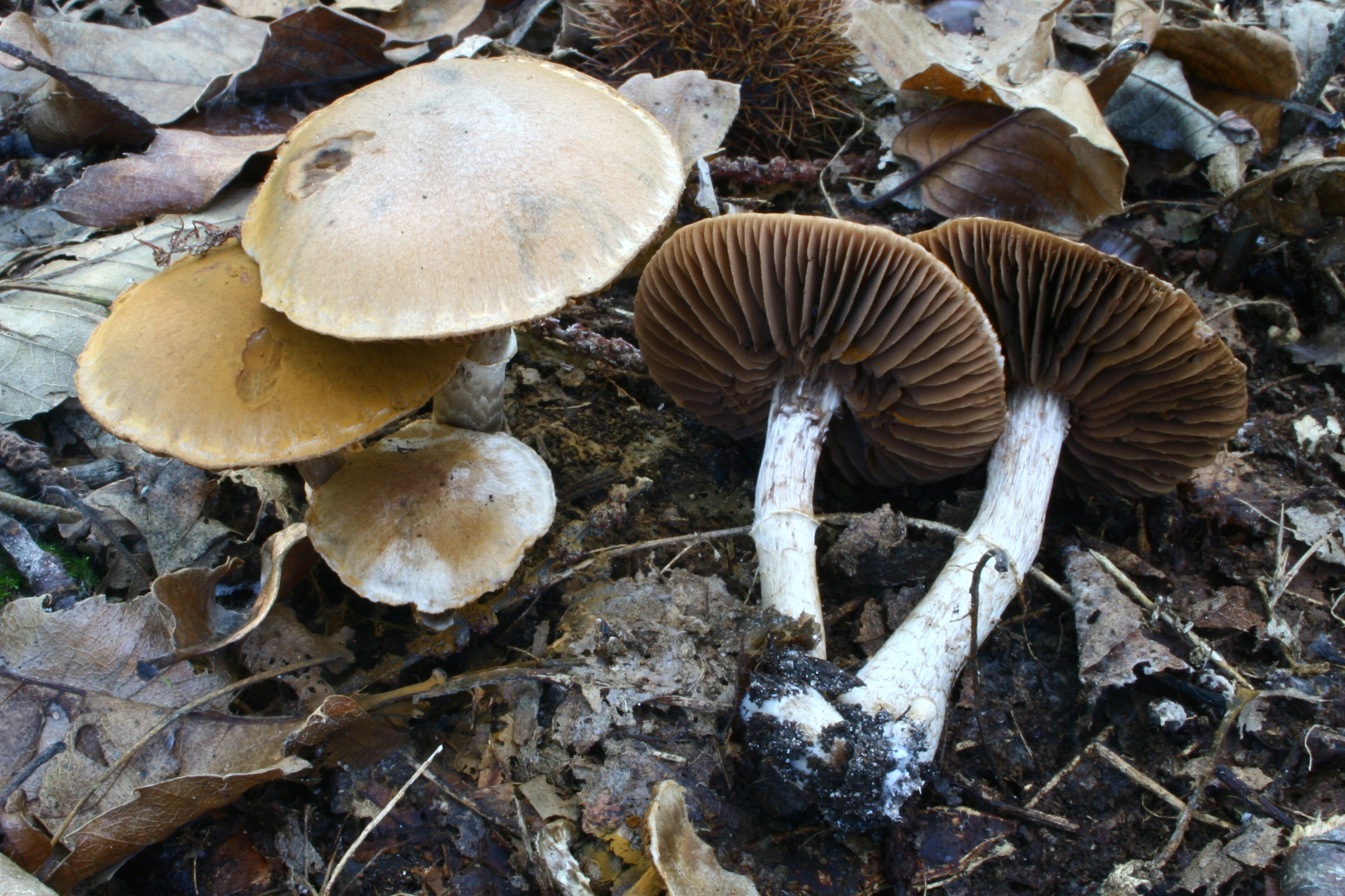
!Cortinarius torvus!
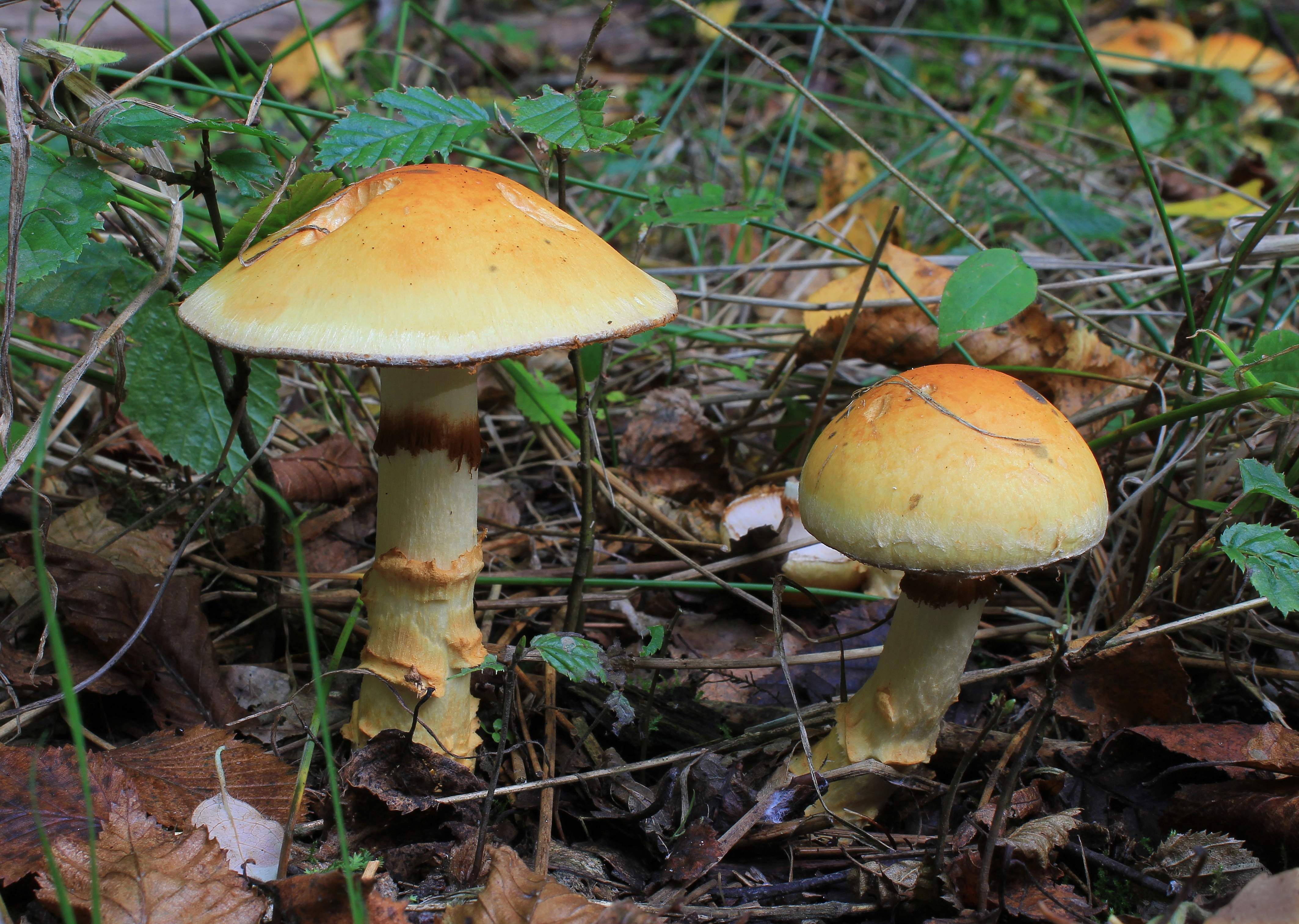
Cortinarius triumphans
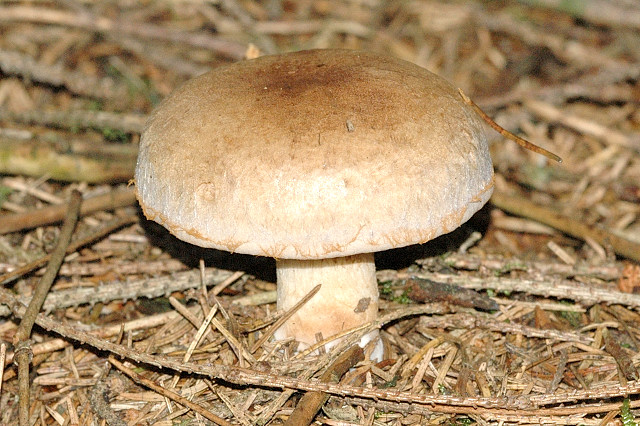
!Cortinarius variicolor!

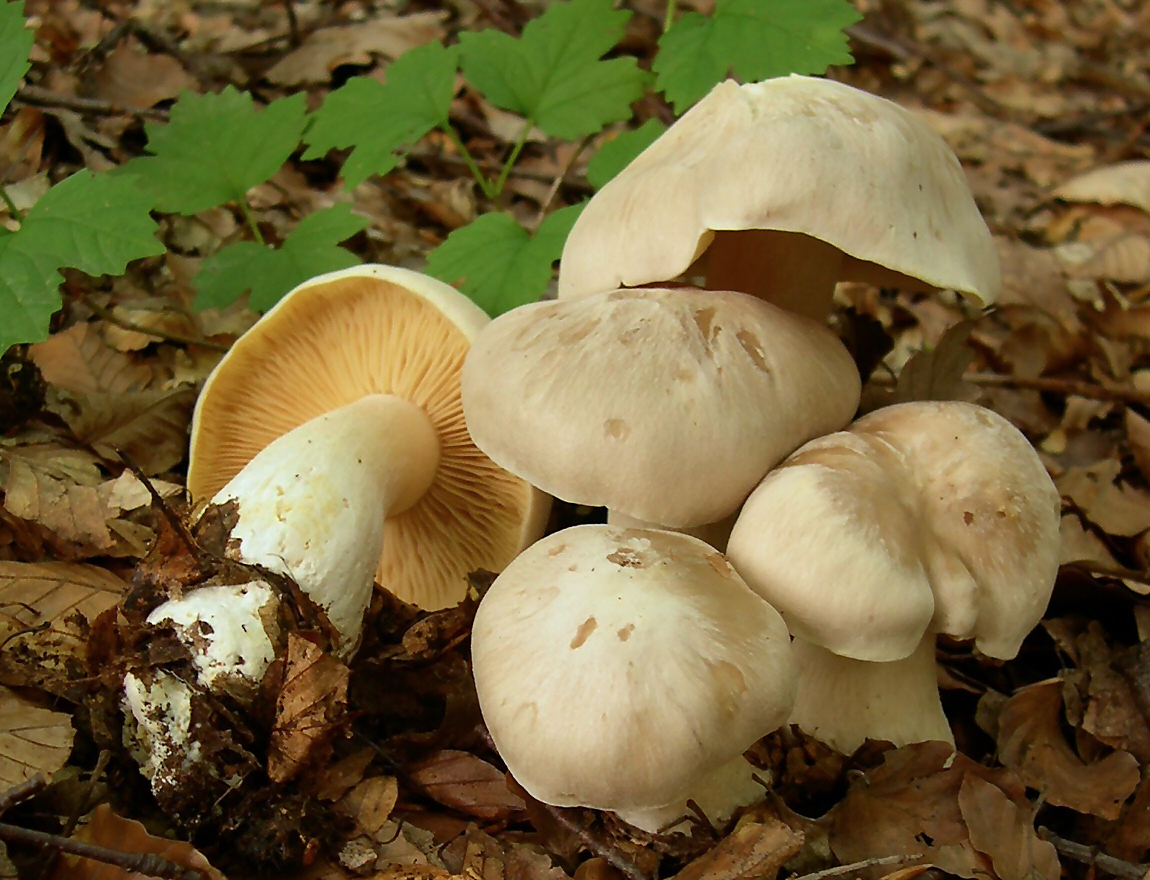
!!Entoloma sinuatum!!
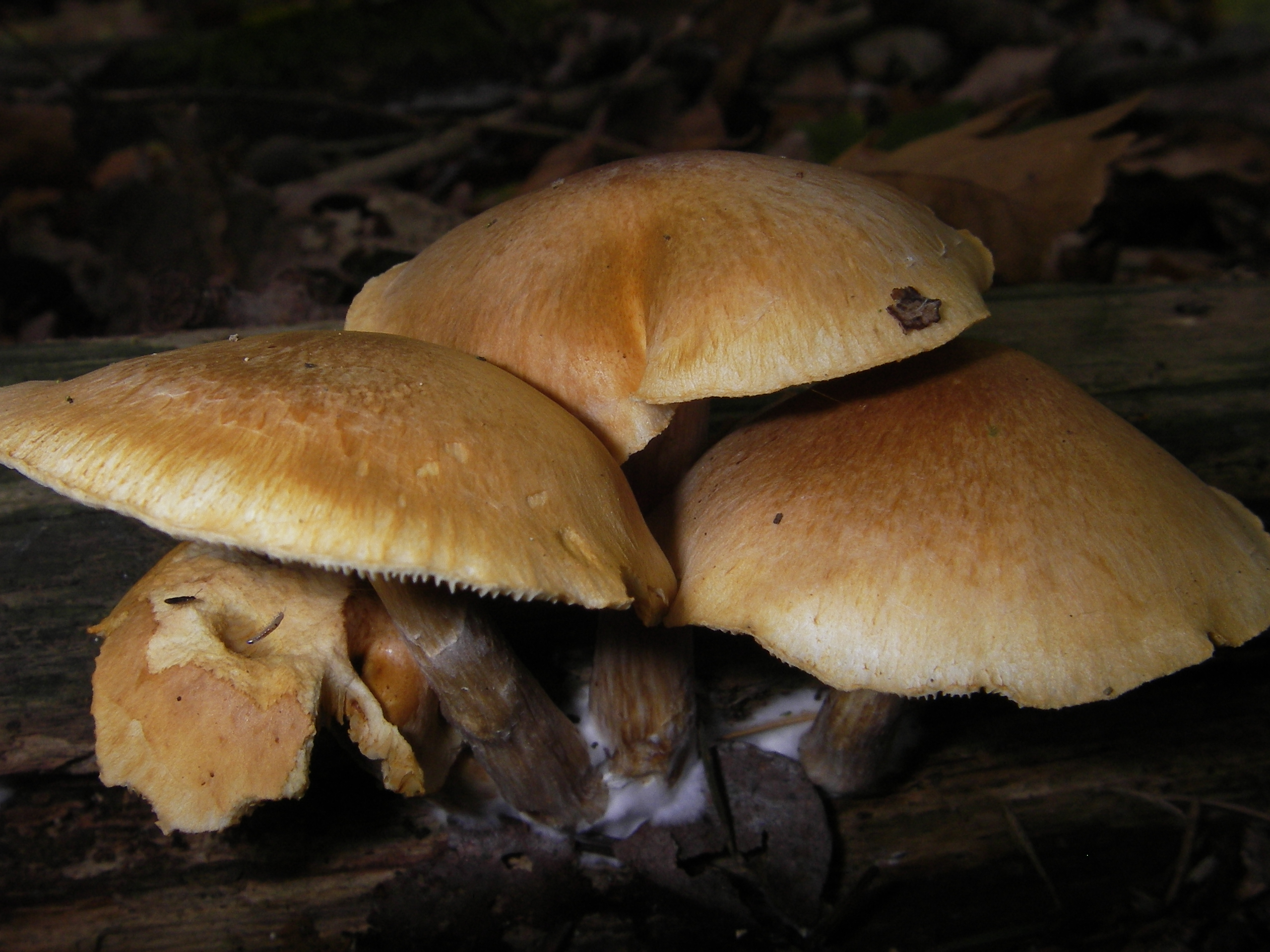
!!Gymnopilus penetrans!!
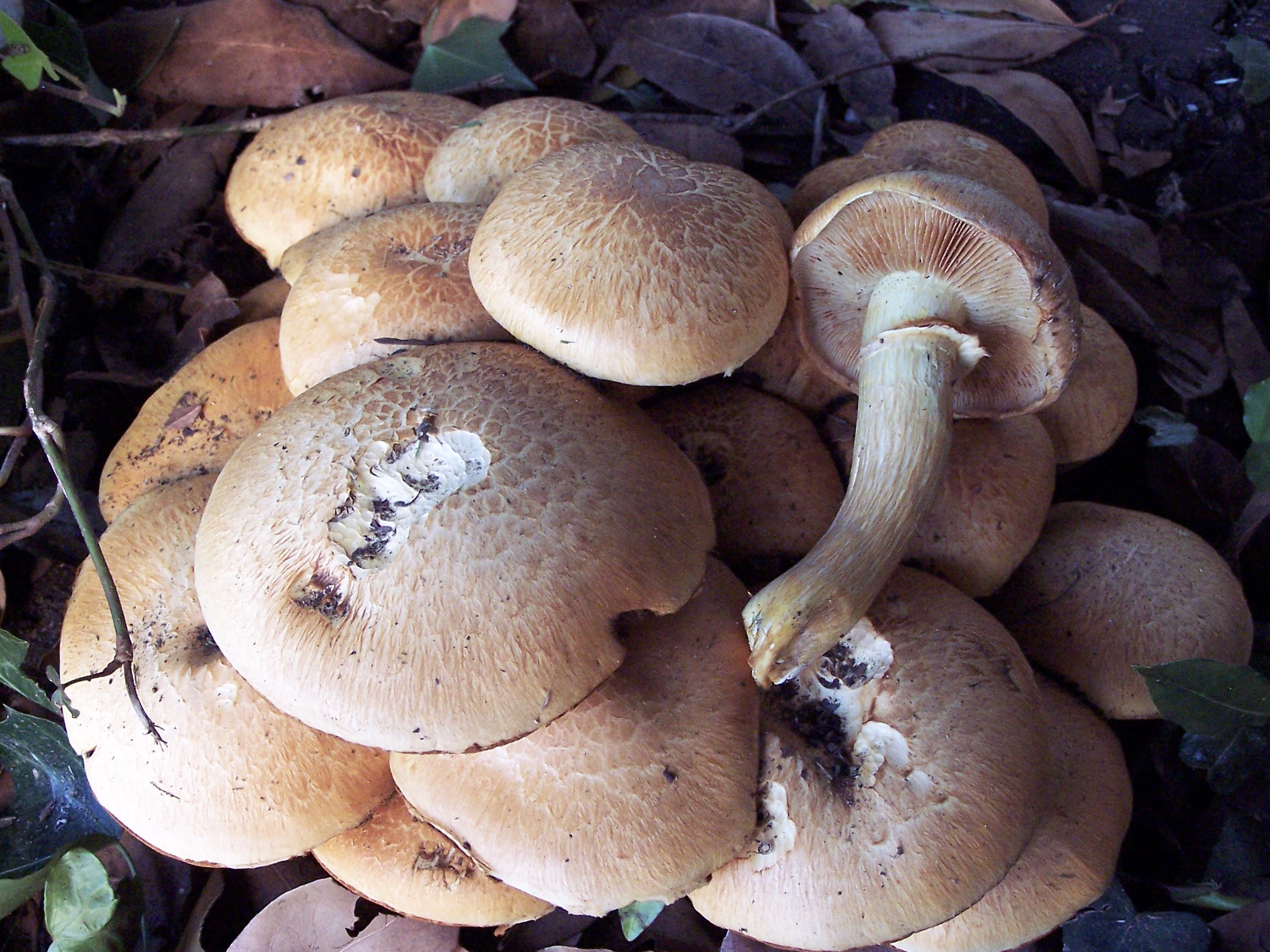
!!Gymnopilus spectabilis!!
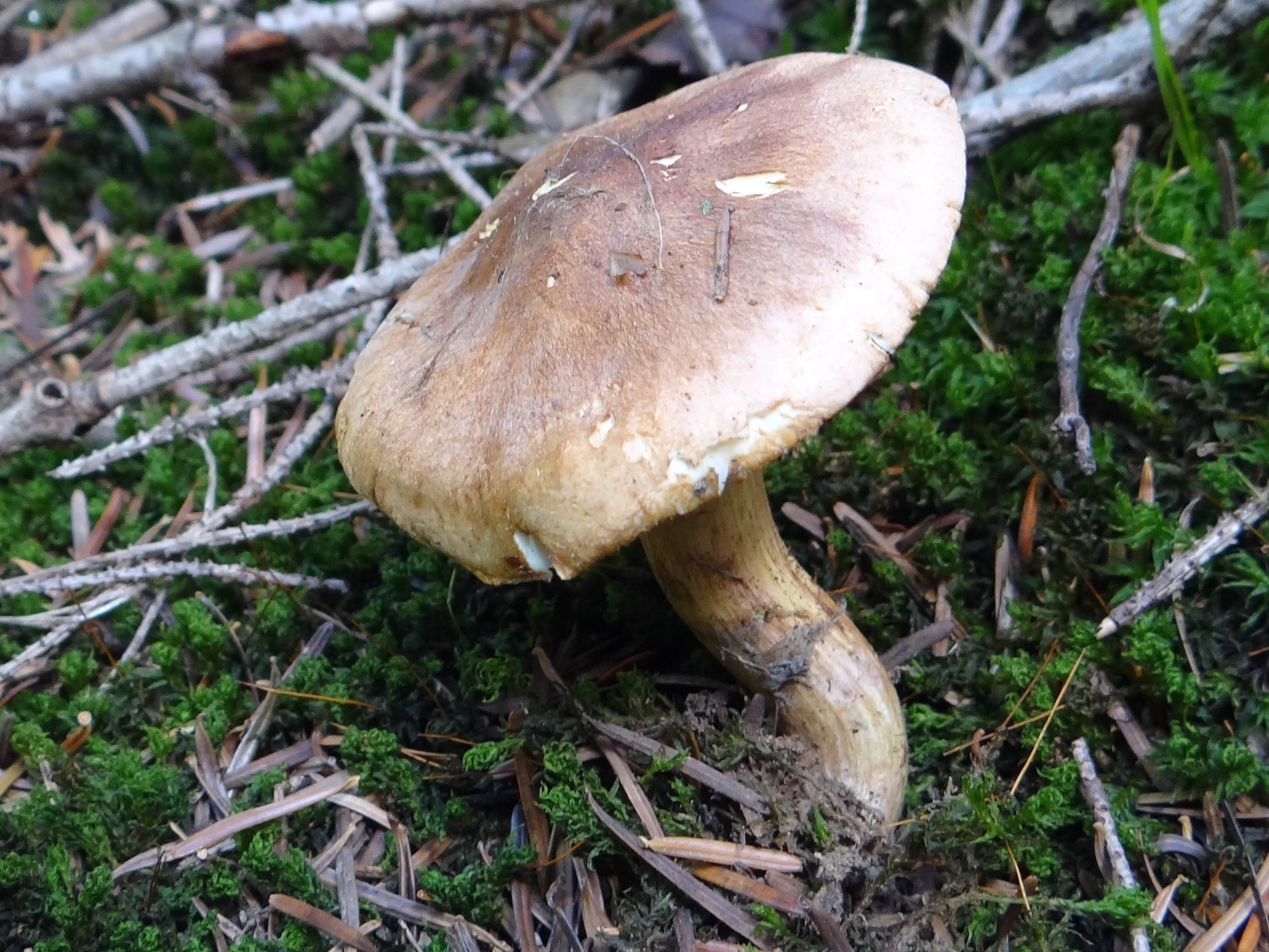
!Hebeloma laterinum!
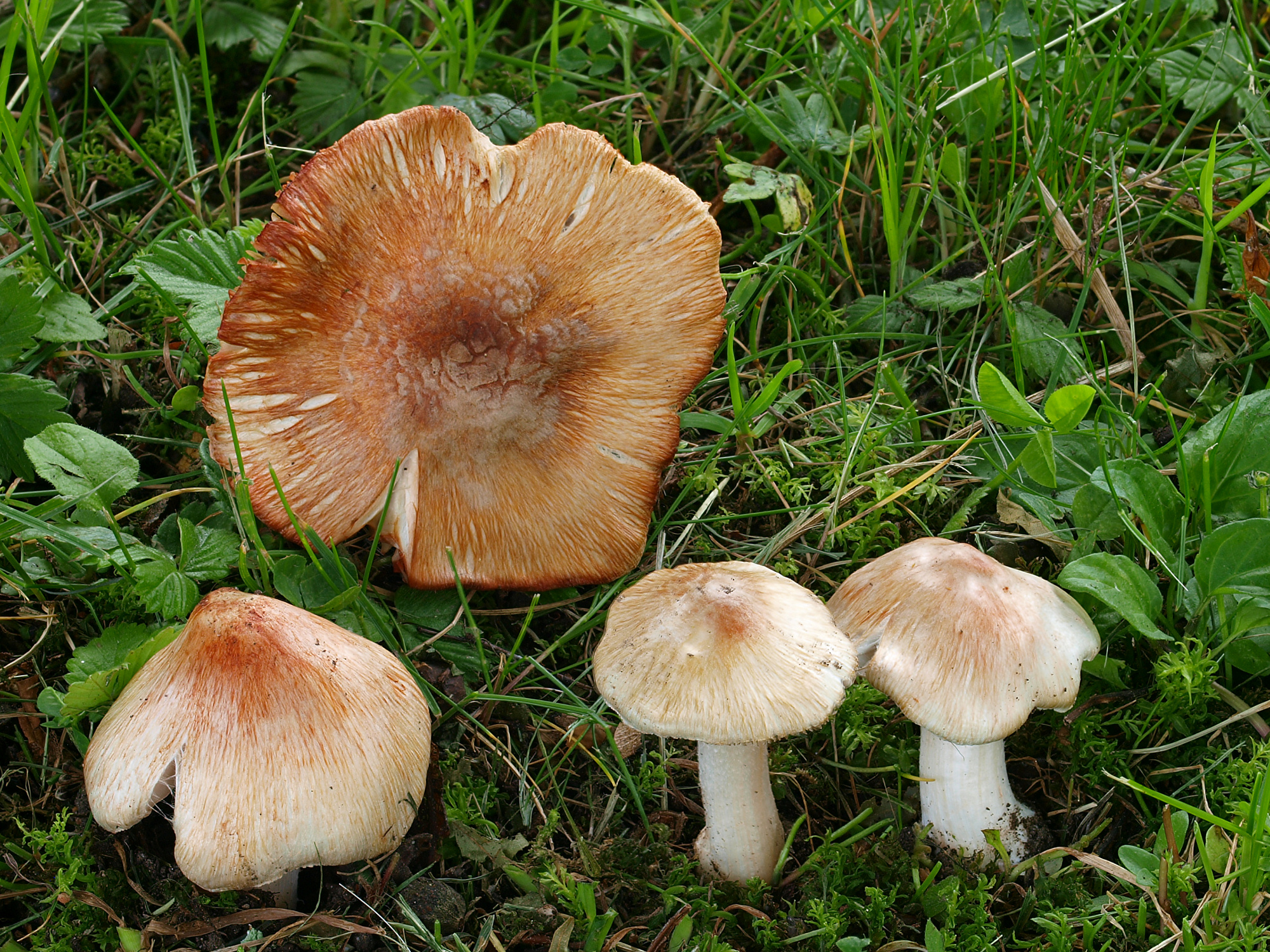
!!!Inocybe erubescens!!!
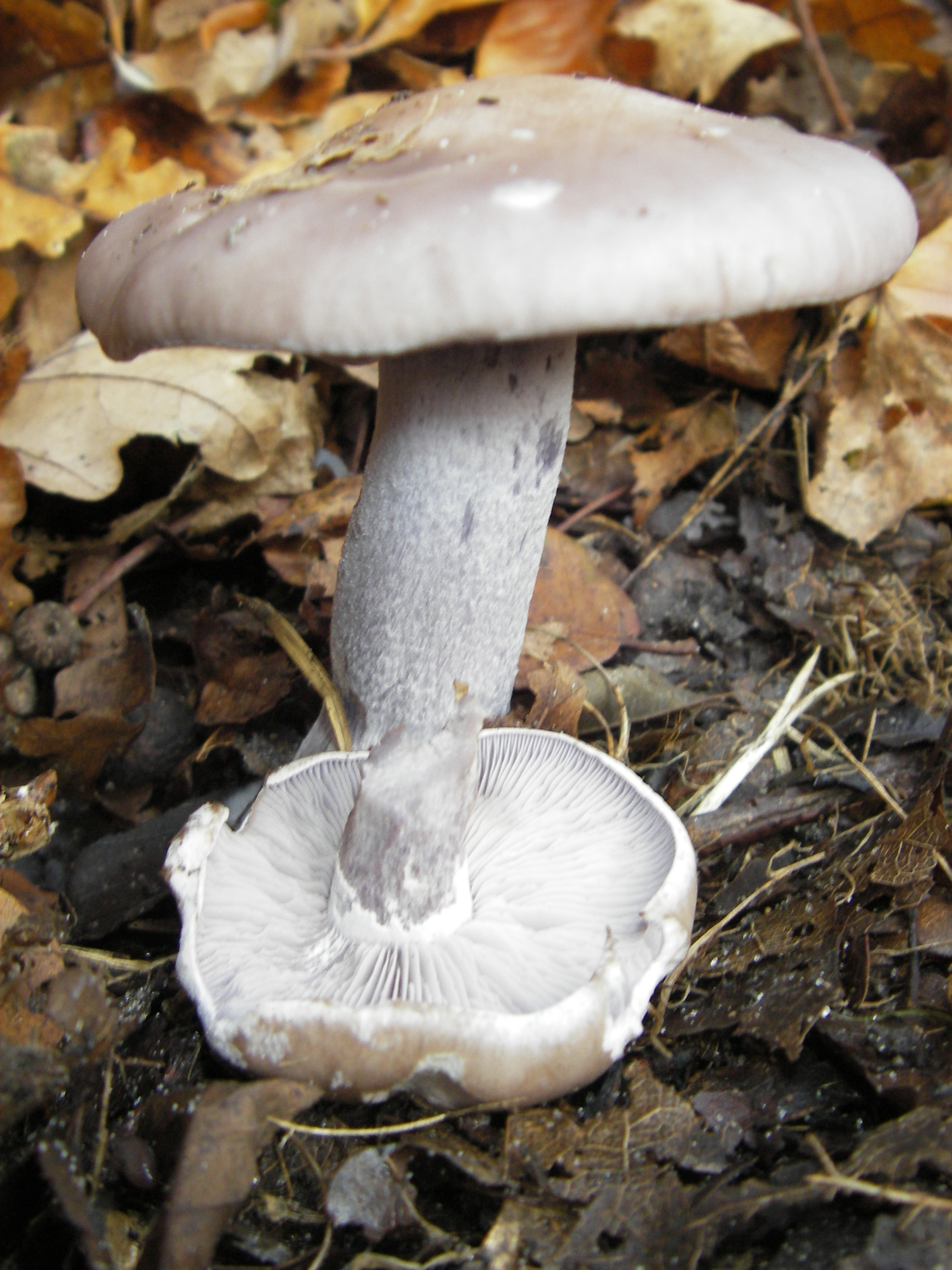
Lepista nuda
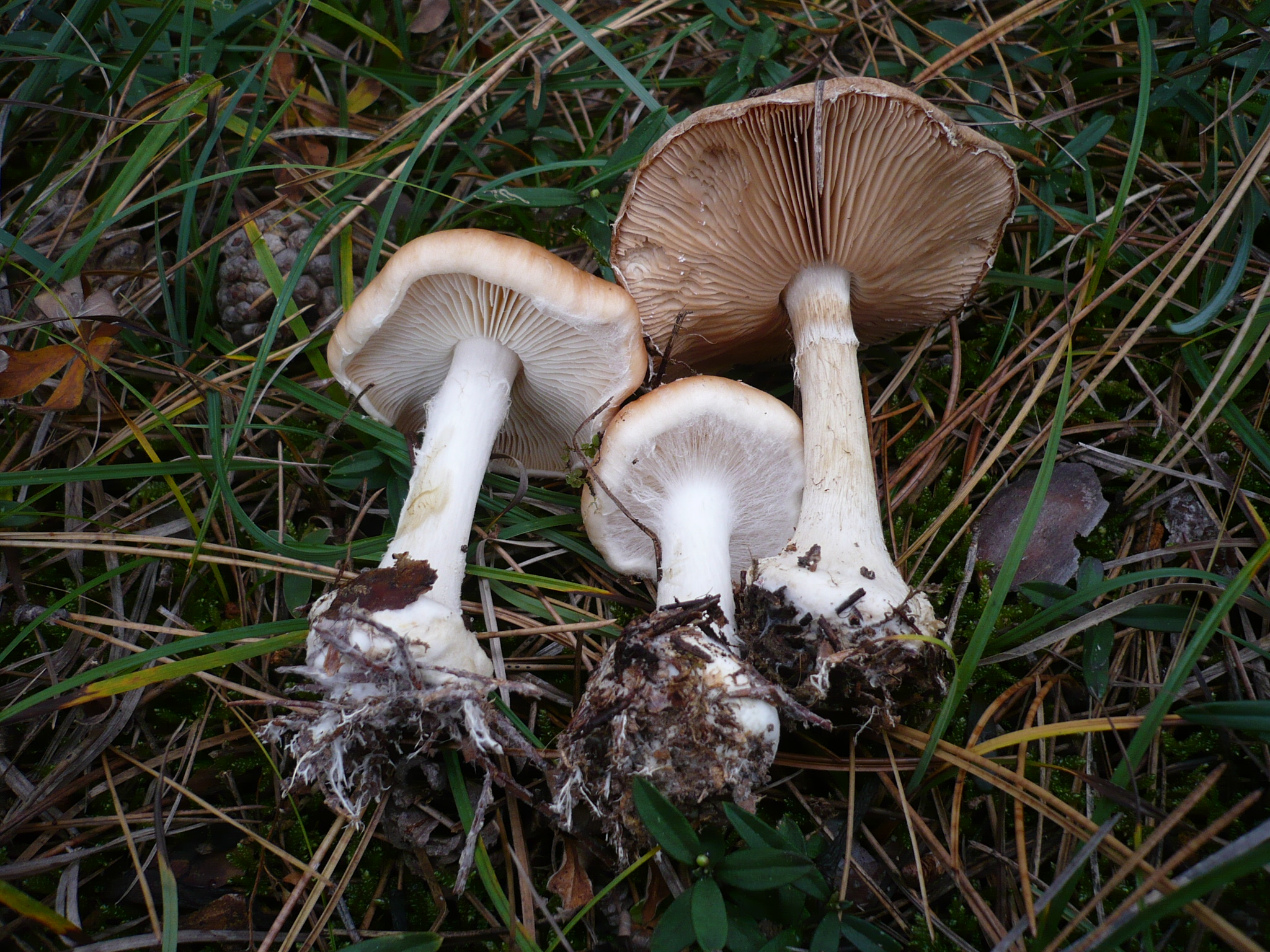
Leucocortinarius bulbiger
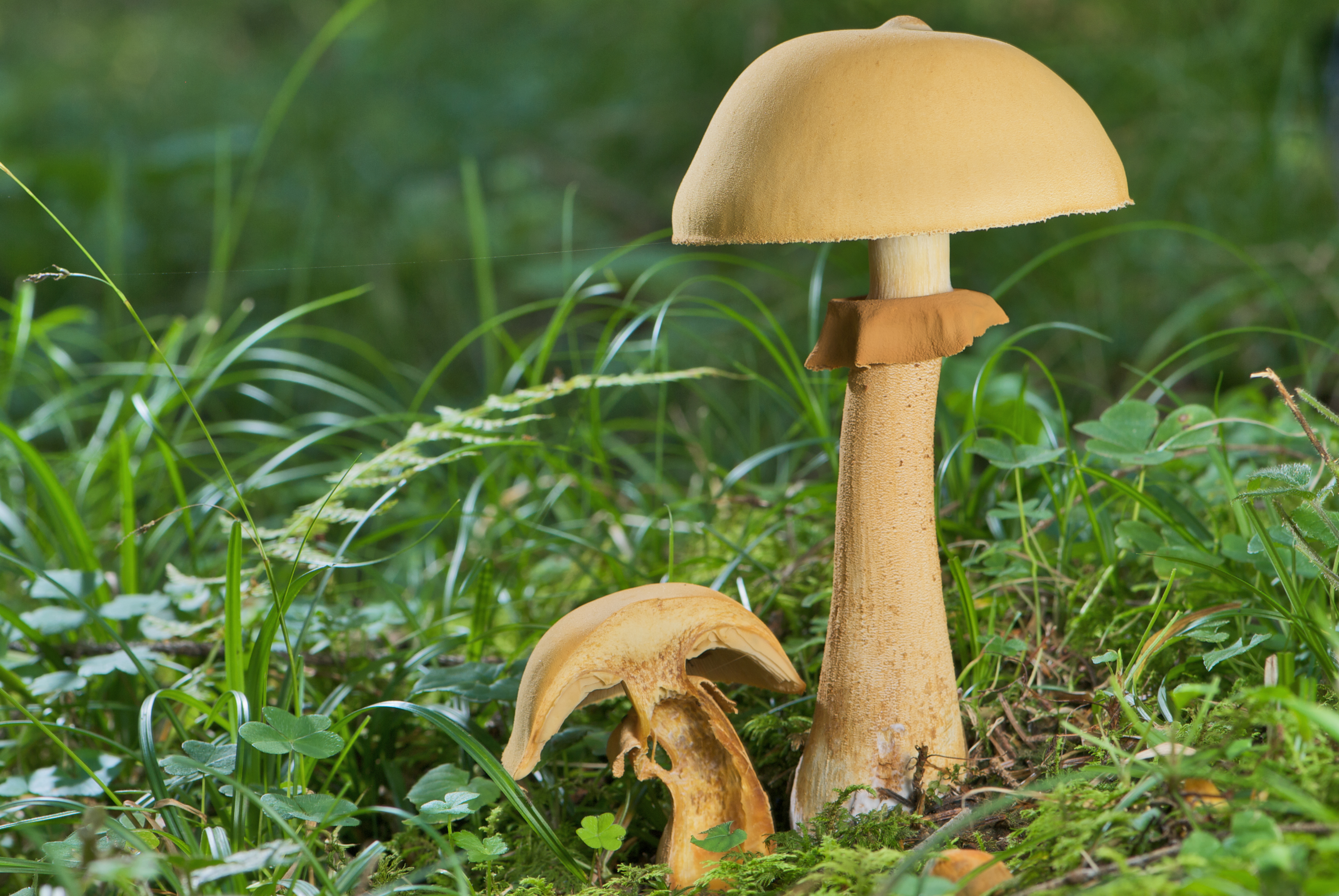
Phaeolepiota aurea
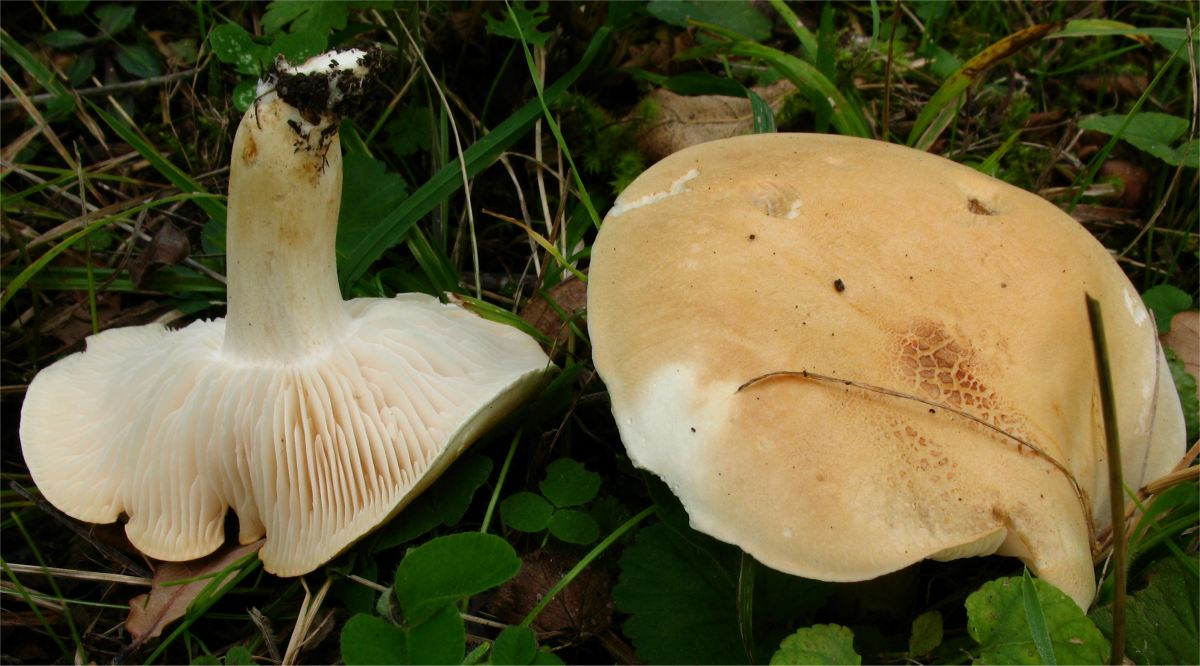
!Tricholoma lascivum!

## Valorificare

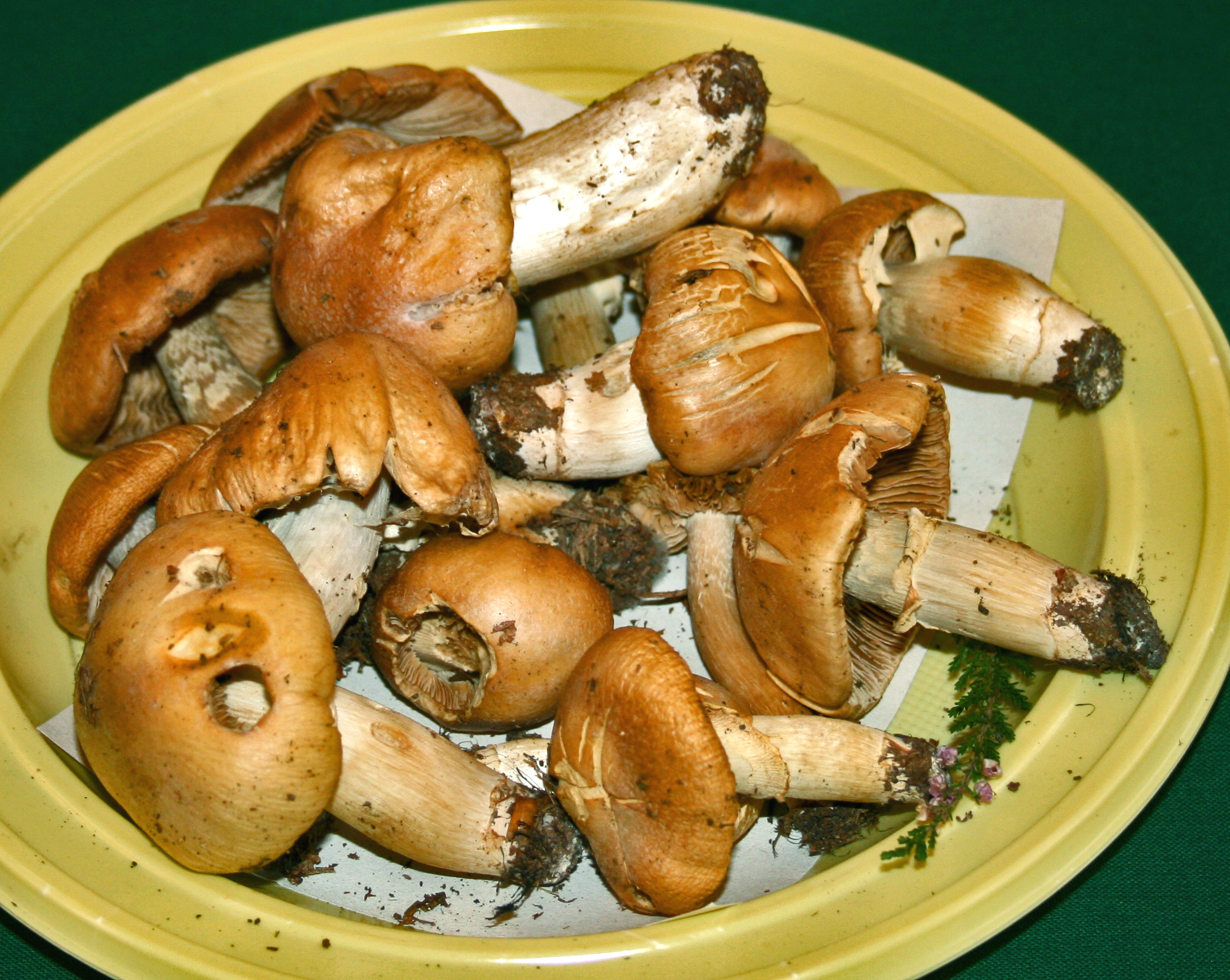
Ciuperci țigănești

Ciuperca țigănească este o ciupercă cu drag folosită în bucătărie. Înainte de preparare se recomandă îndepărtarea piciorului, acesta fiind cam fibros. Buretele se oferă pentru prepararea în legătură cu legume fine sau adăugați la jumări de ou, omletă precum sufleu sau folosiți pentru un foietaj cu șuncă sau într-o plăcintă (de exemplu „pe modul reginei” ,cu carne de vițel sau pui, sparanghel și mazăre). Ciuperca poate de asemenea fi bine uscată precum conservată în ulei sau oțet.
Cu toate acestea, Cortinarius caperatus contează de la accidentul nuclear de la Cernobîl ca una dintre cele mai încărcate ciuperci cu cesiul radioactiv Cs 137. Asta însă depinde de regiuni care au fost contaminate sau nu. Mai departe buretele se îmbogățește cu metalul greu toxic cadmiu, găsit de până la 20 mg/kg (greutate în stare proaspătă) în el. În plus, ciuperca conține lectine labile la căldură care aglutinează în mod specific celulele roșii de sânge din grupa sanguină A.